# رکودک
رکودک (به انگلیسی: Reko Diq) یک شهر در پاکستان است که در ایالت بلوچستان واقع شده‌است.